# Успенский, Станислав Викторович
Станислав Викторович Успенский (25 октября 1931, Горький, СССР — 21 января 2014, Москва, Россия) — российский математик, лауреат Государственной премии СССР (1986).

## Биография
Родился 25 октября 1931 года в Горьком. Окончил Горьковский университет (1955, механико-математический факультет) и аспирантуру Института математики им. В.А. Стеклова АН СССР (1958). В 1960 году защитил кандидатскую диссертацию на тему «О теоремах вложения для обобщенных классов Wp Соболева».
В 1958-1983 гг. в Сибирском отделении АН СССР: младший (1958), старший научный сотрудник (1962), зав. отделом дифференциальных уравнений (1978–1983) Института математики.
По совместительству с 1961 года работал в Новосибирском университете: ассистент, доцент кафедры теории функций и дифференциальных уравнений (1962); доцент (1963–1970), и. о. профессора (1970),
профессор кафедры дифференциальных уравнений (1971–1983). Читал курсы по уравнениям математической физики, теории функций и функциональному анализу, ряд спецкурсов по теории вложений и дифференциальным уравнениям. 
С 1984 года — заведующий кафедрой высшей математики МГМИ — МГУП (Московского государственного университета природообустройства).
Доктор физико-математических наук (тема диссертации «Пространства дифференцируемых функций многих действительных переменных. Теоремы вложения и продолжения» (1969), профессор по кафедре дифференциальных уравнений (1973).
Автор научных работ по теории дифференциальных уравнений.
Автор книги «Уравнения и системы, не разрешённые относительно старшей производной» (1998, совместно с Г. Демиденко). 
В 1986 году стал лауреатом Государственной премии (в составе коллектива) — за цикл работ «Математические исследования по качественной теории вращающейся жидкости» (1950—1984).
Умер 21 января 2014 года в Москве в возрасте 82 лет. Похоронен в Москве на Новодевичьем кладбище (колумбарий, секция 148).

## Публикации
- Теоремы вложения для соболевских функциональных пространств. Приложения к дифференциальным уравнениям : монография / С. В. Успенский, Е. Н. Васильева ; М-во сельского хоз-ва Российской Федерации, Федеральное гос. образовательное учреждение высш. проф. образования Московский гос. ун-т природообустройства. — Москва : Московский гос. ун-т природообустройства, 2006. — 118 с.; 29 см; ISBN 5-89231-182-1
- Уравнения и системы, не разрешенные относительно старшей производной [Текст] / Г. В. Демиденко, С. В. Успенский. — Новосибирск : Науч. кн., 1998. — 436 с., [2] л. портр.; 25 см; ISBN 5-88119-018-1
- Теоремы вложения и приложения к дифференциальным уравнениям [Текст] : монография / С. В. Успенский, Г. В. Демиденко, В. Г. Перепелкин; отв. ред. С. Л. Соболев ; Академия наук [АН] СССР. Сибирское отделение [СО]. Институт математики. — Новосибирск : Наука. Сибирское отделение [СО], 1984. — 223 с.